# Ruslan Lewyha
Ruslan Iwanowytsch Lewyha (ukrainisch Руслан Іванович Левига; * 31. Januar 1983 in Kupjansk) ist ein ehemaliger ukrainischer Fußballspieler.

## Karriere
Ruslan Lewyha begann seine Karriere beim russischen Verein Sokol Saratow. Danach wechselte er in seine Heimat zu Borysfen Boryspil. In der Saison 2005/06 wurde er von Illitschiwez Mariupol verpflichtet. Von 2006 bis 2008 lief er für Worskla Poltawa auf. In den zwei anschließenden Spielzeiten absolvierte der Stürmer 26 Partien für Tschornomorez Odessa. 2010 entschied er sich zu einem Wechsel nach Kasachstan zu Tobol Qostanai. 2011 wurde Lewyha vom aserbaidschanischen Verein FK Baku verpflichtet.
Levyha wurde am 6. Oktober 2014 bei einem Verkehrsunfall verletzt, bei dem sein Assistenztrainer vom Naftowyk-Ukrnafta Ochtyrka ums Leben kam. Am 6. März 2020 wurde Levyha zu einer vierjährigen Haftstrafe verurteilt.

## Erfolge
- Kasachischer Meister: 2010